# 東トルキスタンの大統領
大統領（だいとうりょう、ウイグル語：？）は、東トルキスタン亡命政府の国家元首。ただし、亡命政府が制定した憲法では、国家統一の象徴として、権限が儀礼的な国家行為にのみ限定されており、実際の行政権は東トルキスタン議会から選出される総理が有している。

## 権限
- 戦時に最高統帥権を有する。
- 総理候補者を国会に推薦する。
- 総理が組織した内閣を批准する。
- 書面にて総理に理由を告げ、内閣構成員中の一ないし数名の部長を交替させる。
- 国会が採択した法律、条約を批准する。
- 外交使節を任命する。
- 外国からの使節および代表団と接見する。
- 司法部長の提起によって、減刑、特赦を行う。

## 資格
- 被選挙権は、以下の条件を満たす40歳以上の東トルキスタン公民が有する。
  - 堅忍不抜の意思で東トルキスタン独立の事業に献身できること。
  - 東トルキスタンのために我を忘れて活動することができること。
  - 大卒の学歴を有していること。
  - 威信があり、民族の特性を備えること。

## 選出
- 東トルキスタン公民による自由な選挙によって選出される。
- 任期、再選に関する規定は、憲法には存在しない。

## その他
- 罷免に関する規定は、憲法には存在しない。
- 休暇、外遊、その他の理由で職務を果たせないときは、副大統領に全権を委任することができる。
- 任期途中で逝去した場合は、国会が新大統領を選出するまで副大統領が職務を代行する。

## 大統領の一覧
| 代  | 大統領                                       | 大統領 | 所属政党 | 期 | 在任期間                  | 在任期間    | 備考 |
| --- | -------------------------------------------- | ------ | -------- | -- | ------------------------- | ----------- | ---- |
| 001 | アフメット・イゲンベルディ Ahmet Igemberdi   |        |          |    | 2004年 - 2015年           |             |      |
| 002 | アフメットジャン・オスマン Ahmatjan Osman    |        |          |    | 2015年 - 2018年           |             |      |
| 003 | グラム・オスマン・ヤグマ Ghulam Osman Yaghma |        |          |    | 2019年11月11日 - （現職） | 5年 + 121日 |      |